# Матрица кватернионов
Матрица кватернионов — это матрица, элементами которой являются кватернионы.

## Матричные операции
Кватернионы образуют некоммутативное кольцо и, таким образом, сложение и умножение матриц кватернионов могут быть определены так же, как и для матриц над любым другим кольцом.
Сложение. Сумма двух матриц кватернионов A и B определяется обычным способом как поэлементное сложение:
{\displaystyle (A+B)_{ij}=A_{ij}+B_{ij}.}
Умножение. Умножение двух кватернионных матриц A и B также следует обычному определению для матричного умножения. Для того чтобы оно было определено число столбцов матрицы A должно равняться числу столбцов матрицы B. Каждый элемент i-й строки и j-го столбца получаемой матрицы равен скалярному произведению i-й строки первой матрицы на j-й столбец второй матрицы:
{\displaystyle (AB)_{ij}=\sum _{s}A_{is}B_{sj}.}
Например, для матриц
{\displaystyle U={\begin{pmatrix}u_{11}&u_{12}\\u_{21}&u_{22}\\\end{pmatrix}},\quad V={\begin{pmatrix}v_{11}&v_{12}\\v_{21}&v_{22}\\\end{pmatrix}},}
the product is
{\displaystyle UV={\begin{pmatrix}u_{11}v_{11}+u_{12}v_{21}&u_{11}v_{12}+u_{12}v_{22}\\u_{21}v_{11}+u_{22}v_{21}&u_{21}v_{12}+u_{22}v_{22}\\\end{pmatrix}}.}
Так как кватернионное умножение не коммутативно, необходимо позаботиться о сохранении порядка сомножителей при вычислении произведения матриц.
Единичным элементом, как и ожидается, будет диагональная матрица I = diag(1, 1, … , 1). Умножение следует обычным законам ассоциативности и дистрибутивности. След матрицы определяется как сумма её диагональных элементов, но в общем случае:
{\displaystyle \operatorname {trace} (AB)\neq \operatorname {trace} (BA).}
Левое скалярное произведение определяется как:
{\displaystyle (cA)_{ij}=cA_{ij}.}
Снова, так как умножение не коммутативно, то необходимо побеспокоиться о порядке сомножителей.

## Детерминанты
Не существует естественного способа определить детерминант для (квадратной) матрицы кватернионов так, чтобы его значения были кватернионами. Тем не менее могут быть определены комплекснозначные детерминанты. Кватернион a + bi + cj + dk можно представить как комплексную матрицу 2×2:
{\displaystyle {\begin{bmatrix}~~a+bi&c+di\\-c+di&a-bi\end{bmatrix}}.}
Так задаётся отображение из Ψmn из кватернионных матриц m на n в комплексные матрицы 2m by 2n посредством замены каждого кватерниона на его представление в виде квадратной матрицы 2 на 2. Комплекснозначный детерминант квадратной матрицы кватернионов A тогда можно определить как det(Ψ(A)). Много обычных правил для детерминантов остаётся верными, в частности n на n матрица обратима тогда и только тогда, когда её определитель отличен от нуля.

## Приложения
Матрицы кватернионов используются в квантовой механике и при рассмотрении задачи многих тел.